# Perrytown
Perrytown es una ciudad ubicada en el condado de Hempstead en el estado estadounidense de Arkansas. En el Censo de 2010 tenía una población de 255 habitantes y una densidad poblacional de 63,11 personas por km².

## Geografía
Perrytown se encuentra ubicada en las coordenadas 33°41′34″N 93°32′14″O / 33.69278, -93.53722. Según la Oficina del Censo de los Estados Unidos, Perrytown tiene una superficie total de 4.04 km², de la cual 4 km² corresponden a tierra firme y (0.96%) 0.04 km² es agua.

## Demografía
Según el censo de 2010, había 255 personas residiendo en Perrytown. La densidad de población era de 63,11 hab./km². De los 255 habitantes, Perrytown estaba compuesto por el 87.45% blancos, el 9.02% eran afroamericanos, el 0.39% eran amerindios y el 3.14% eran de otras razas.